# Temnora hollandi
Temnora hollandi là một loài bướm đêm thuộc họ Sphingidae. Loài này có ở forests từ Nigeria to Congo và Uganda.
Chiều dài cánh trước khoảng 27 mm. Nó gần giống loài Temnora wollastoni.